# Revenant Mountain
Revenant Mountain är ett berg i Kanada.   Det ligger i provinsen Alberta, i den centrala delen av landet, 3 000 km väster om huvudstaden Ottawa. Toppen på Revenant Mountain är 3 065 meter över havet, eller 725 meter över den omgivande terrängen. Bredden vid basen är 22,5 km. Revenant Mountain ingår i Palliser Range.
Terrängen runt Revenant Mountain är kuperad åt nordost, men åt sydväst är den bergig.Trakten runt Revenant Mountain är nära nog obefolkad, med mindre än två invånare per kvadratkilometer.. Det finns inga samhällen i närheten. 
Trakten runt Revenant Mountain består i huvudsak av gräsmarker.